# غل تبة سفلي (مقاطعة ديواندرة)
غل تبة سفلي (بالفارسية: گل تپه سفلی) هي قرية تقع في قسم قراتورة الريفي (مقاطعة ديواندرة) في إيران. يقدر عدد سكانها بـ 557 نسمة .